# NGC 2423-3 b
NGC 2423-3 b est une planète extrasolaire située à environ 2 500 années-lumière de la Terre dans la constellation de la Poupe. La planète a une masse qui est au moins 10,6 fois plus grande que celle de Jupiter. Seule la masse minimum est connue puisque l'inclinaison orbitale n'est pas connue. Par conséquent, il pourrait plutôt s'agir d'une naine brune. Cette planète a été découverte par Christophe Lovis et Michel Mayor en juin 2007. En mai 2006, Christophe Lovis a également découvert trois planètes de la même masse que Neptune qui orbitent HD 69830, qui se situe aussi dans la constellation de la Poupe.